# Shark (U-Boot, 1934)
HMS Shark (Kennung: N54) war ein U-Boot der britischen Royal Navy im Zweiten Weltkrieg.

## Geschichte
siehe: Geschichte der Shark-Klasse und detaillierte Geschichte der S-Klasse
Die Shark (engl.: Hai) war das Typschiff der zweiten Baugruppe der erfolgreichen S-Klasse. Dieses Baulos wird auch als Shark-Klasse bezeichnet. Sie wurde am 12. Juni 1933 auf der Marinewerft Chatham auf Kiel gelegt, lief am 31. Mai 1934 vom Stapel und wurde von der Royal Navy am 31. Dezember 1934 in Dienst gestellt.
Nach dem Ausbruch des Zweiten Weltkrieges am 1. September 1939 wurde das U-Boot in der Nordsee eingesetzt.
Die Shark wurde am 5. Juni 1940 während einer Patrouillenfahrt vor Skudesnes von einem deutschen Flugzeug entdeckt. Obwohl das U-Boot sofort abtauchte, konnte das Flugzeug mehrere Bomben in der Nähe des Hecks platzieren. Das U-Boot wurde erheblich beschädigt. Die Ruderanlage und die Tiefenruder fielen aus, wodurch das Boot unkontrolliert auftauchte und mit dem Bug durch die Oberfläche stieß. Weitere Bombenangriffe folgten und die Shark begann, über das Heck zu sinken. Die Ballasttanks konnten mit Druckluft ausgeblasen und das U-Boot vorerst an der Oberfläche stabilisiert werden. Das U-Boot versuchte zu entkommen, indem die beiden Hauptmaschinen zur Steuerung eingesetzt wurden. Sie wurde aber schnell wieder von deutschen Seefliegern entdeckt und erneut angegriffen. Dem Kommandanten Leutnant Peter Noel Buckley blieb keine Wahl, als zu kapitulieren. Die Besatzung ging in deutsche Kriegsgefangenschaft. Bei den Angriffen wurden zwei britische Seeleute getötet und 17 verletzt.
Am folgenden Tag versuchten die deutschen Hilfsminensucher M-1803, M-1806 und M-1807, das schwer beschädigte U-Boot zu sichern. Die Shark sank beim Abschleppen 25 sm westsüdwestlich vor Egersund auf der Position 58° 18′ N, 5° 13′ O.